# Ceftizoximă
Ceftizoxima este un antibiotic din clasa cefalosporinelor de generația a treia, utilizat în tratamentul unor infecții bacteriene. Calea de administrare este parenterală.

## Sinteză

Sinteza ceftizoximei